# Luis Laverde
Luis Felipe Laverde Jiménez (Avola, 6 juli 1979) is een Colombiaans wielrenner die anno 2018 rijdt voor Coldeportes Zenú Sello Rojo.

## Belangrijkste overwinningen
2001
 Pan-Amerikaans kampioen op de weg, Beloften
2003
4e etappe Wielerweek van Lombardije
2006
14e etappe Ronde van Italië
2007
5e etappe Ronde van Italië
GP Nobili Rubinetterie
2010
6e etappe Ronde van Colombia
2015
12e etappe Ronde van Colombia
2017
6e etappe Clásico RCN

## Resultaten in voornaamste wedstrijden
| Jaar | Ronde van Italië | Ronde van Frankrijk | Ronde van Spanje |
| ---- | ---------------- | ------------------- | ---------------- |
| 2002 | 31e              |                     |                  |
| 2003 | 30e              |                     |                  |
| 2004 | 15e              |                     |                  |
| 2005 | 44e              |                     |                  |
| 2006 | 49e (1)          |                     |                  |
| 2007 | 36e (1)          |                     |                  |
| 2008 | 24e              |                     |                  |
| 2009 |                  |                     |                  |
| 2010 |                  |                     |                  |
| 2011 |                  |                     |                  |
| 2012 |                  |                     |                  |

| Jaar | Milaan-San Remo | Ronde van Lombardije |  | WK op de weg |
| ---- | --------------- | -------------------- |  | ------------ |
| 2002 |                 | 71e                  |  |              |
| 2003 |                 | opgave               |  |              |
| 2004 |                 |                      |  | 36e          |
| 2005 |                 | opgave               |  | 121e         |
| 2006 |                 | opgave               |  | opgave       |
| 2007 |                 | opgave               |  | opgave       |
| 2008 | 115e            |                      |  |              |
| 2009 |                 |                      |  |              |
| 2010 |                 |                      |  |              |
| 2011 |                 |                      |  |              |
| 2012 | opgave          | opgave               |  |              |

## Ploegen
- 2002 –  Mobilvetta Design-Formaggi Trentini
- 2003 –  Formaggi Pinzolo Fiavè-Ciarrocchi Immobiliare
- 2004 –  Formaggi Pinzolo Fiavè
- 2005 –  Ceramica Panaria-Navigare
- 2006 –  Ceramica Panaria-Navigare
- 2007 –  Ceramica Panaria-Navigare
- 2008 –  CSF Group Navigare (tot 31-8)
- 2009 –  Colombia es Pasión Coldeportes
- 2010 –  Café de Colombia-Colombia es Pasión
- 2011 –  Colombia es Pasión-Café de Colombia
- 2012 –  Colombia-Coldeportes
- 2013 –  Colombia Coldeportes
- 2017 –  Equipo do Ciclismo Coldeportes Zenú
- 2018 –  Coldeportes Zenú Sello Rojo

Alba · Camacho · Camargo · Cano · Colón · Chaves · Jaramillo · Largo · Laverde · Martínez · Mesa · Muñoz · Ospina · Rubiano